# Bognergasse
Die Bognergasse befindet sich im 1. Wiener Gemeindebezirk Innere Stadt. Ihr seit 1563 bezeugter Name leitet sich von im Mittelalter hier ansässigen Bogenherstellern und ihren Werkstätten her.

## Geschichte

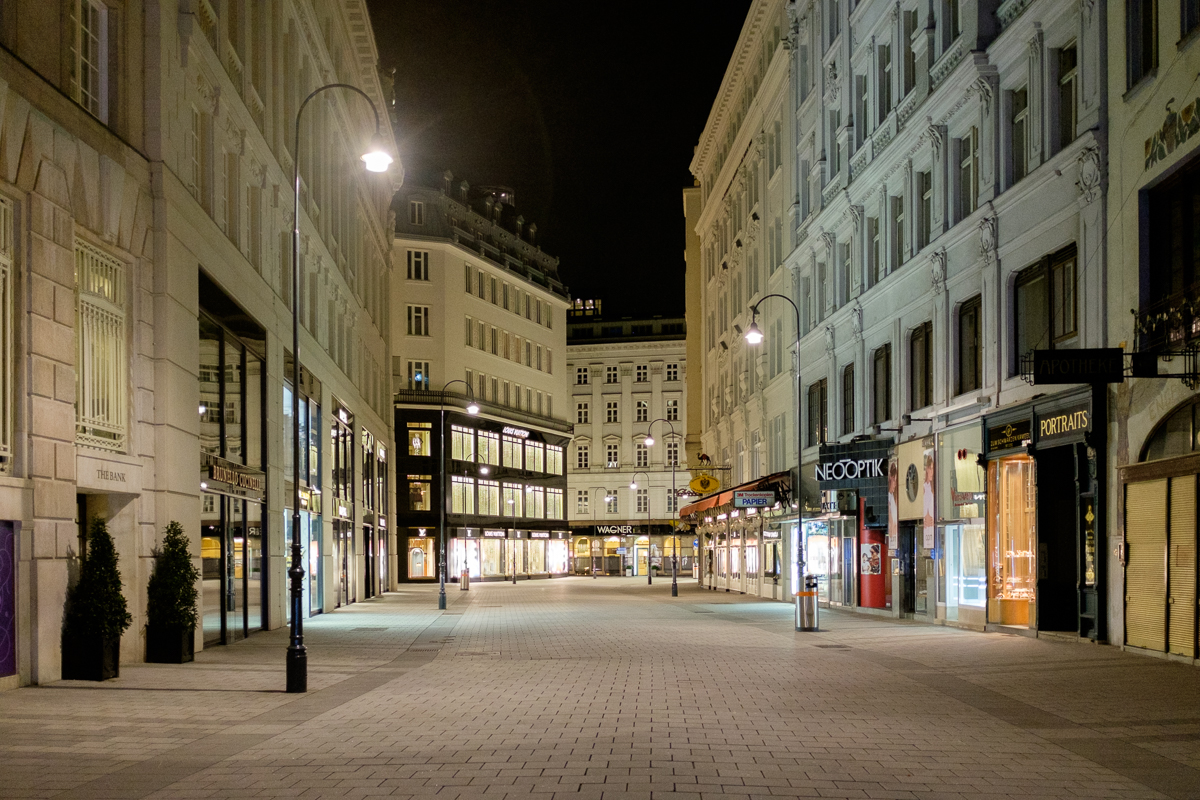
Die Bognergasse bei Nacht

Entlang der heutigen Bognergasse verlief in etwa die Südgrenze des römischen Vindobona. Am Beginn der Tuchlauben befand sich ein römisches Stadttor, im Mittelalter das Peiler- oder Peurertor, das 1732 abgebrochen wurde. Nach diesem Tor hieß der Abschnitt am Beginn der heutigen Bognergasse Beim Pelertor (1362) bzw. Beim Peurertor (1387). Der restliche Teil der Gasse wurde 1262 strata gladiatorum (Schwertfürbenstraße) genannt, da hier in der Nähe des Herzogshofes (heute Am Hof) Handwerker ansässig waren, die Schwerter herstellten. Um 1300, 1305 und 1314 ist der Name strata arcatorum (Bognerstraße) bezeugt, 1326 Unter den Bognern, dann bis 1547 wieder Bognerstraße. Seit 1563 heißt sie Bognergasse. 1317 wird ein Tor in der Bognergasse erwähnt, durch das man zum Herzogshof gelangen konnte.
Lange Zeit behielt die Bognergasse ihren mittelalterlichen Charakter. 1857 wurden aber zahlreiche alte Gebäude seitens der Gemeinde Wien eingelöst und die Straße verbreitert. Zu Beginn des 20. Jahrhunderts wurde der Bereich zwischen Bognergasse und Naglergasse neu gestaltet und dort Neubauten im Stil des Späthistorismus/Jugendstil errichtet.
In Verlängerung der Bognergasse auf der anderen Seite der Tuchlauben befand sich bis in die erste Hälfte des 19. Jahrhunderts die Kleine Bognergasse, die bis zum Petersplatz führte. Mit dem Bau des Gebäudes der Ersten Österreichischen Spar-Casse 1835–1838 verschwand das Gässchen, dessen Spuren noch als Durchgang durch das Sparkassengebäude zu erkennen sind.

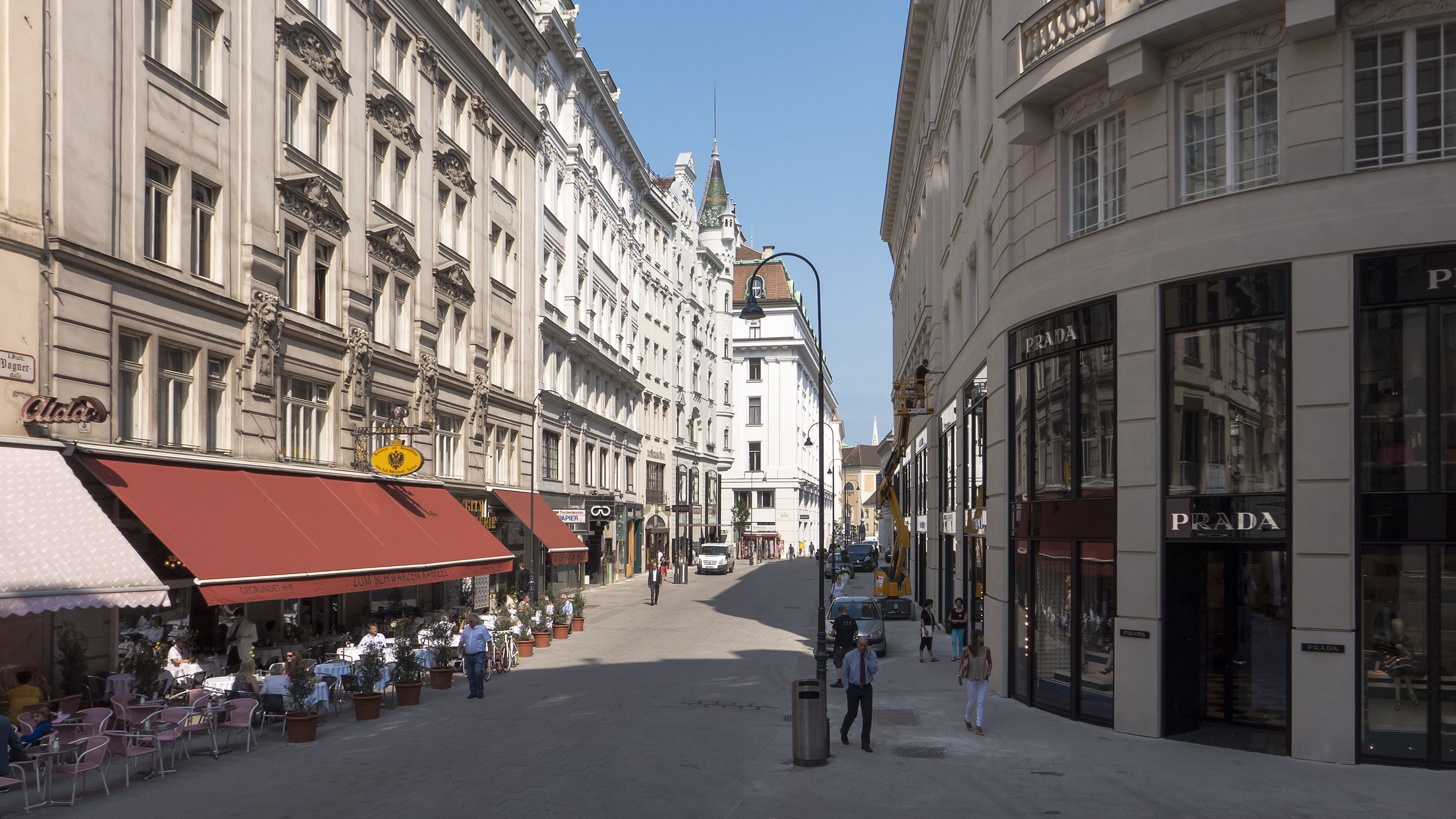
Die Bognergasse von der Tuchlauben aus gesehen in Richtung Am Hof

## Lage und Charakteristik
Die Bognergasse verläuft vom Beginn der Tuchlauben in nordwestlicher Richtung bis zum Platz Am Hof, mit einem leichten Knick nach Westen ab der Seitzergasse. Die Gasse bildet zusammen mit Tuchlauben, Graben und Kohlmarkt eine große innerstädtische Fußgängerzone.
Die Bauten an der Bognergasse bestehen auf der Südseite aus späthistoristischen Wohnhäusern, auf der Nordseite aus ebensolchen Bürohäusern aus der Zeit vom Beginn des 20. Jahrhunderts. Die Südseite wird von zahlreichen Geschäftslokalen und Gastronomiebetrieben geprägt, die Nordseite von Luxusgeschäften wie Louis Vuitton oder Prada.
Da die Bognergasse eine wichtige Verbindung aus Richtung Schottentor/Freyung ins Zentrum der Stadt mit der Fußgängerzone am Graben bildet, herrscht hier stets ein hohes Fußgängeraufkommen, auch, aber nicht nur, von Touristen.

## Bauwerke

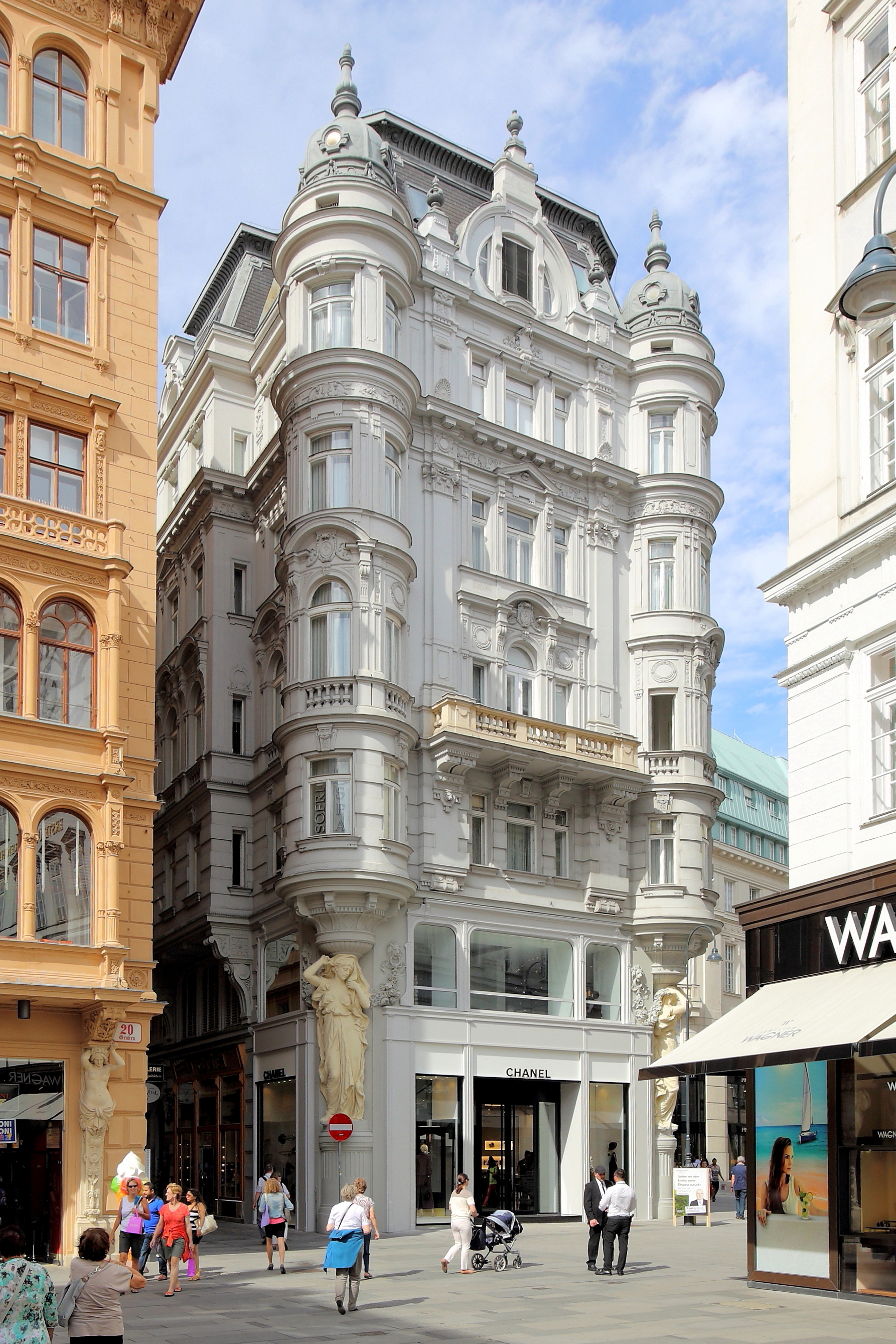
Wohnhaus an der Ecke Bognergasse/Tuchlauben/Naglergasse

### Nr. 1 Späthistoristisches Wohnhaus
Das dreiseitig freistehende späthistoristische Wohnhaus zwischen Naglergasse und Bognergasse wurde 1901 nach Plänen von Christian Ulrich erbaut. Ins Auge fallen vor allem zwei viergeschoßige, überkuppelte Runderker mit monumentalen Karyatiden an den Gebäudeecken. Das Haus liegt an der Hauptadresse Tuchlauben 1. Es steht unter Denkmalschutz.

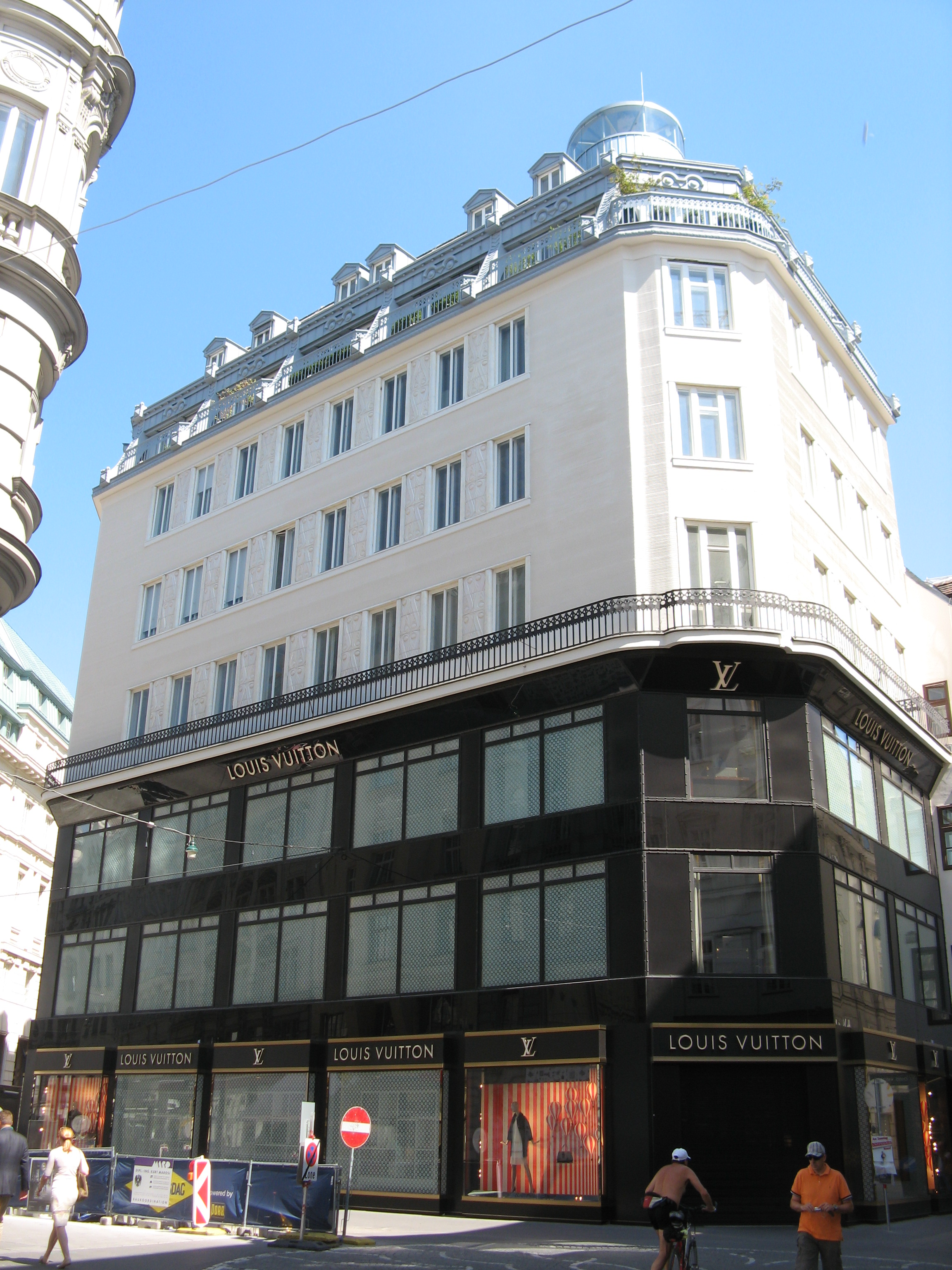
Bürohaus in der Bognergasse 2

### Nr. 2 Bürohaus
Das dreiseitig freistehende neoklassizistische Bürohaus zwischen Tuchlauben und Seitzergasse wurde 1909–1910 von Ernst Spielmann und Alfred Teller erbaut. Der dreigeschoßige Sockel des Gebäudes ist mit großteils original erhaltener Verkleidung aus schwarzem Glas gestaltet. Darüber trennt ein durchlaufender Balkon mit Gitter die Wohngeschoße mit dekorierten Majolikafeldern vom Geschäftsbereich ab. Das Dachgeschoß ist metallverkleidet. Im Inneren befinden sich noch originale Geländer im Stiegenhaus. Das Gebäude steht unter Denkmalschutz.

### Nr. 3 Zum Bogner
Das schmale secessionistische Wohnhaus wurde 1901 von Franz von Krauß und Josef Tölk erbaut. Der Fassadenschmuck wurde großteils beseitigt. Akzentuiert wird die Fassade durch einen großen Mittelerker, der die Aufschrift des Hausnamens trägt, und auf mächtigen Konsolen ruht. Darüber ist ein geschwungener Attikagiebel zu sehen. An der Rückseite des Hauses in der Naglergasse befindet sich ein Medaillon mit Muttergottesrelief. Das Foyer ist durch Marmorplatten verkleidet und durch Stuckrahmen an Decke und Wänden geziert.

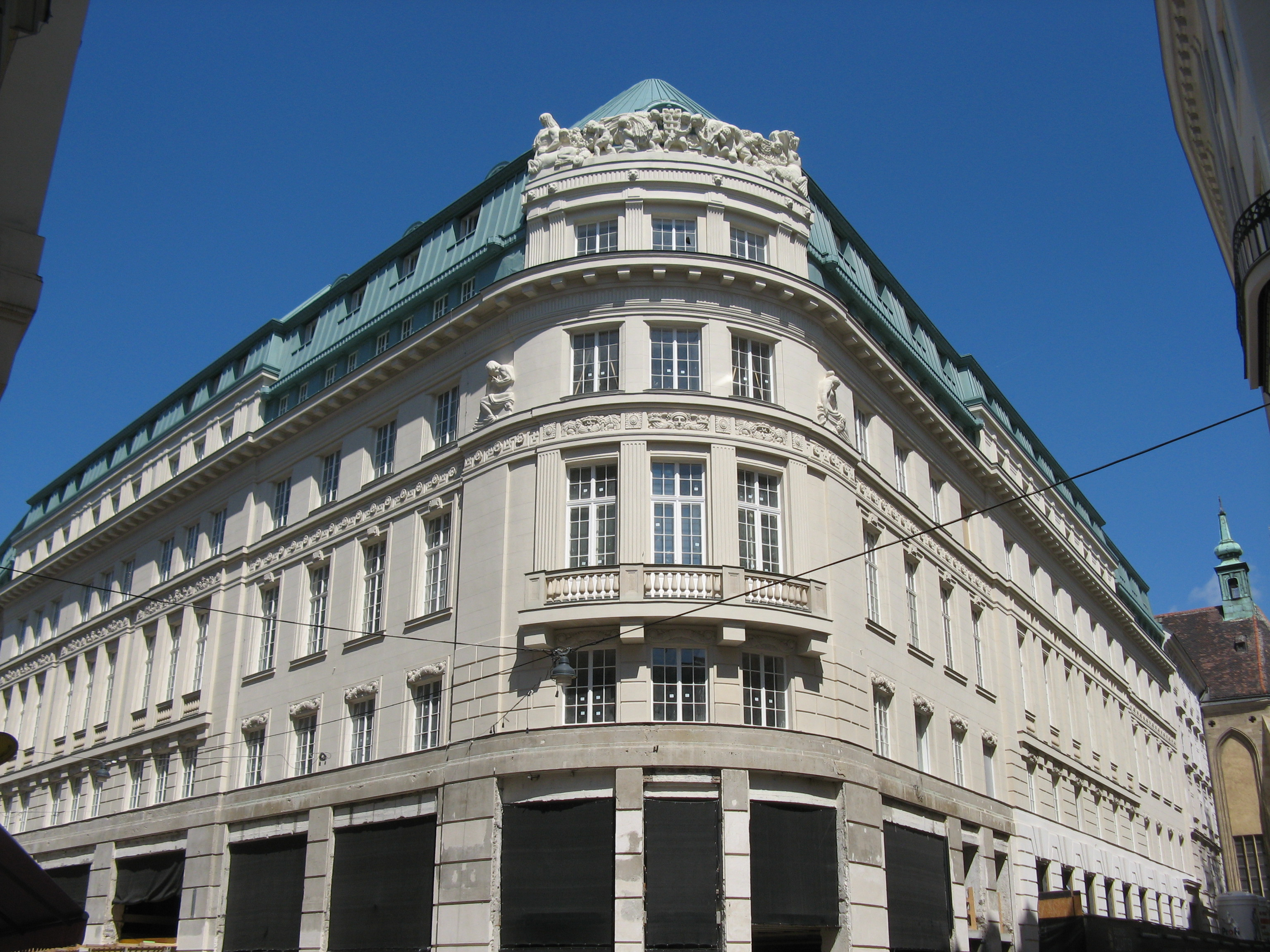
Ehemaliges Länderbankgebäude

### Nr. 4 Ehemalige Länderbank
Das monumentale Sparkassengebäude im neoklassizistischen Stil befindet sich an drei Seiten freistehend zwischen der Seitzergasse und dem Platz Am Hof, wo die Hauptfassade des Gebäudes liegt. Es wurde 1913–1915 von den Architekten Ernst Gotthilf und Alexander Neumann für die Niederösterreichische Escompte-Gesellschaft errichtet. 1938 kam es in den Besitz der Länderbank, 1991 in den der Bank Austria. Im Juni 2014 eröffnet im ehemaligen Bankgebäude ein Luxushotel (Park Hyatt Vienna).
Die geknickte Fassade zur Bognergasse besitzt einen Mittelrisalit. Der Sockel wurde durch Hermann Czech neu gestaltet. Am Attikageschoß sind kannelierte Lisenen zu sehen. Eine Gedenktafel informiert über die Geschichte des Hauses. Der abgerundete Eckrisalit zur Seitzergasse mit dreiachsigem Balkon zeigt seitlich zwei sitzende Figurenreliefs und wird durch eine Skulpturengruppe mit der Allegorie von Ackerbau und Viehzucht bekrönt.
Das Gebäude liegt an der Hauptadresse Am Hof 2. Es steht unter Denkmalschutz.
Davor befand sich an dieser Stelle das Gebäude des Hofkriegsrates.

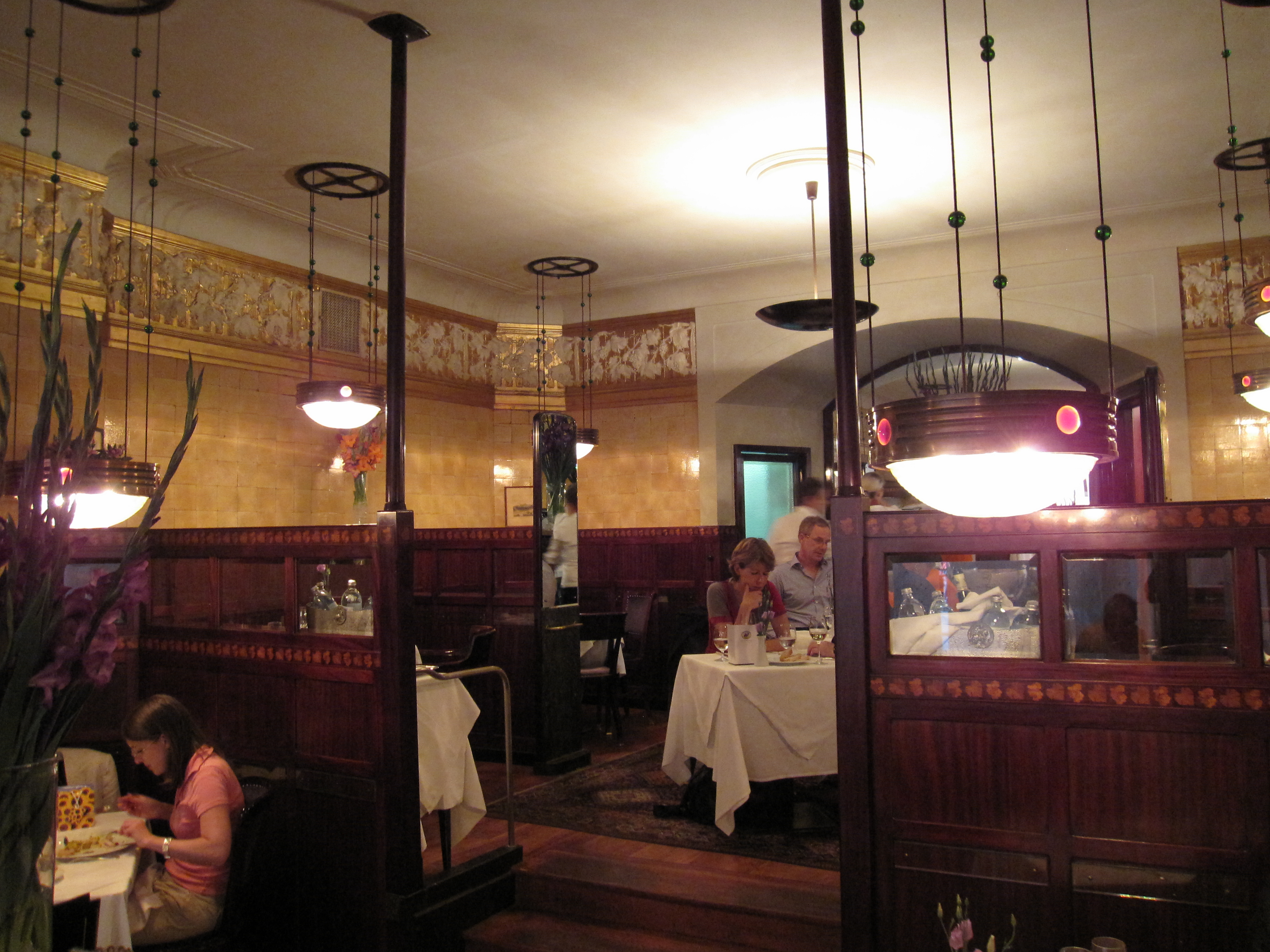
Inneres des Restaurants Zum Schwarzen Kameel

### Nr. 5 Kameelhaus
Das späthistoristische Wohnhaus wurde 1902 von Julius Mayreder in neobarocken Formen errichtet. Die Fassade wird an den drei Obergeschoßen über gebänderter Sockelzone durch korinthisierende Riesenpilaster gegliedert, die auf Postamenten mit Löwenmasken ruhen. Das Stiegenhaus ist mit Marmorplatten verkleidet, der Aufzug ist noch original erhalten.
Eine lange Tradition besitzt das im Haus befindliche Restaurant Zum Schwarzen Kameel. Es ging aus einem Gewürzkrämerladen des 17. Jahrhunderts hervor, dessen Besitzer Johann Baptist Cameel hieß (daher der Name). Im 18. Jahrhundert war das Lokal eine Spezereiwarenhandlung mit Weinstube. Seit 1823 K. u. K. Hoflieferant, befanden sich unter den Stammgästen prominente Personen wie Ludwig van Beethoven und Ferdinand Georg Waldmüller. Das heutige Lokal, das im Zuge des Neubaus des Gebäudes gestaltet wurde, besitzt Interieurs von Robert Oerley, wie intarsierte Vertäfelungen, die Verfliesung, Stuckfriese mit Schiffen und Weintrauben, der Marmorkamin, das Mobiliar und die Deckenleuchten aus dem Jahr 1903. Das alte Gasthausschild Zum schwarzen Kameel stammt aus dem vierten Viertel des 18. Jahrhunderts, ein Muttergottes-Gnadenbild aus dem Jahr 1726. Außerdem sind die Beletage mit mehreren stuckierten Decken im Jugendstil und der dreigeschoßige tonnengewölbte Weinkeller zu beachten.

### Nr. 7 Wohnhaus
Das Wohnhaus im secessionistischen Stil wurde 1901 von Robert Prihoda errichtet. Seine Fassade wird durch einen Mittelrisalit gegliedert und weist geschoßweise variierende Pilaster, Lisenen, Kordongesimse und Parapetfelder mit secessionistischem Dekor auf. Ins Auge fällt das holzverkleidete Tor mit Nische. Gut erhalten ist das secessionistische Foyer mit stuckierten Lisenen, Marmorwandfeldern und Stuckplafond. Im Stiegenhaus sind noch die originalen Geländer, Ätzglasfenster mit floralen Motiven, Türen mit secessionistischen Rahmungen und Blättern, der Aufzug und weibliche Stuckmasken an Podesten zu sehen. Das Gebäude steht unter Denkmalschutz.

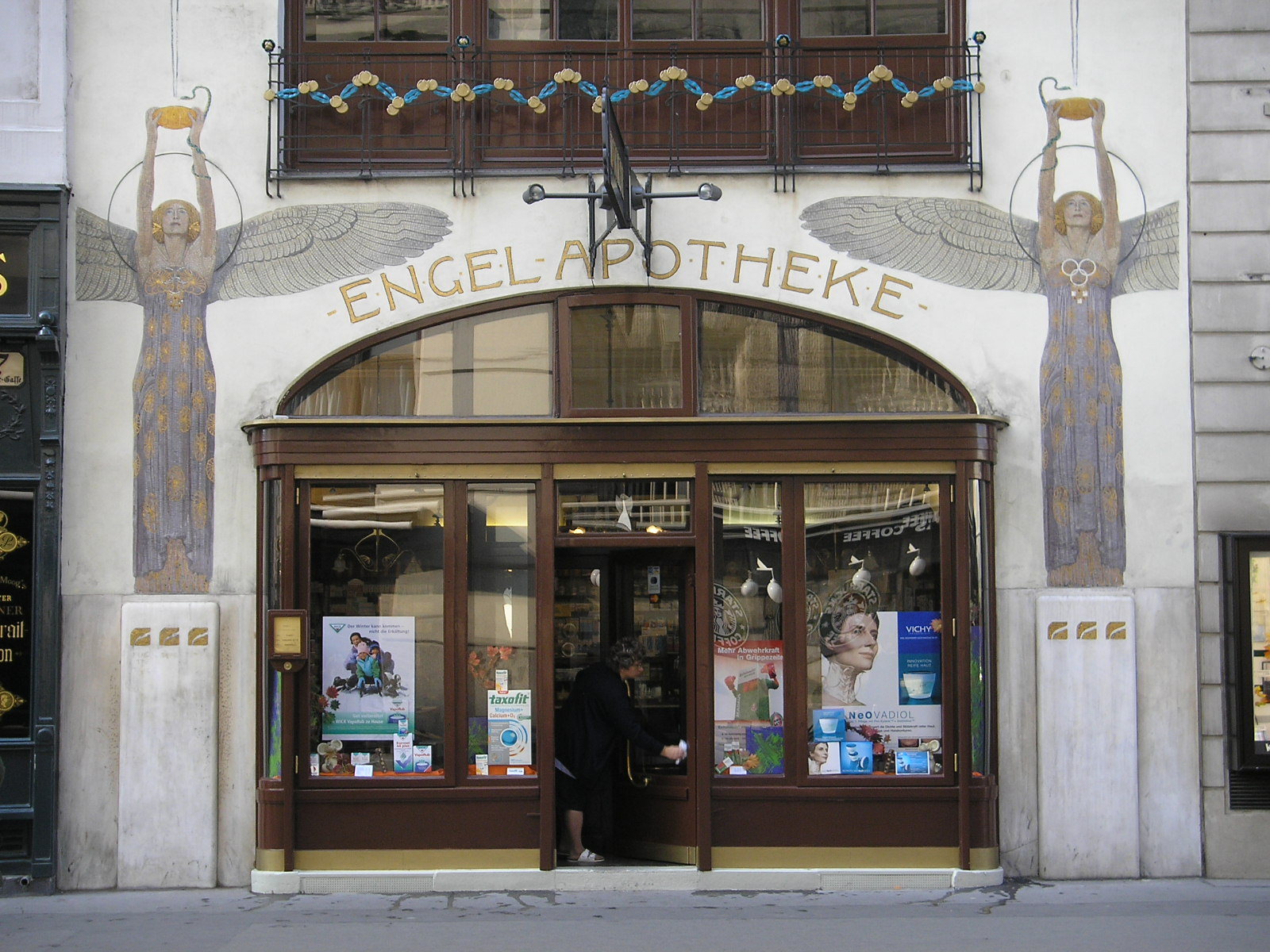
Apotheke zum weißen Engel

### Nr. 9 Zum weißen Engel
Das Wohnhaus wurde 1901–1902 von Oskar Laske und Viktor Fiala errichtet und zählt zu den wichtigsten Bauten des floralen und geometrischen Jugendstils in Wien. Es besitzt ein breites segmentbogiges Portal mit der Inschrift Engel Apotheke. Darüber befindet sich ein großes querrechteckiges französisches Fenster mit floralem Balkongitter. Portal und Fenster werden durch zwei auffällige Mosaike flankiert, die zwei Engel mit Schlange darstellen, die eine Schale emporhalten, in die von oben Medizin herabfließt. Über dem Fenster befindet sich außerdem ein bekrönender Fries mit Sonnenblumen, Amphoren und Schlange. Die Fenster der Obergeschoße sind durch in die Wandfläche eingeschnittene farblich differenzierte Fensterrahmungen gekennzeichnet. Über einem Konsolgesims erhebt sich das secessionistische Attikageländer.
Die Apotheke zum weißen Engel existiert schon seit dem Ende des 16. Jahrhunderts an verschiedenen Orten. Die heutige Apotheke ist im Inneren mit säulchengegliederten Schränken mit Gebälk und Uhraufsatz ausgestattet. Eine marmorverkleidete Brunnennische zeigt eine Engelsstatue aus Marmor. Weiters sind die florale Stuckdecke und die vergoldeten Leuchter beachtenswert.
Das Gebäude ist denkmalgeschützt.

### Nr. 11 Eckhaus

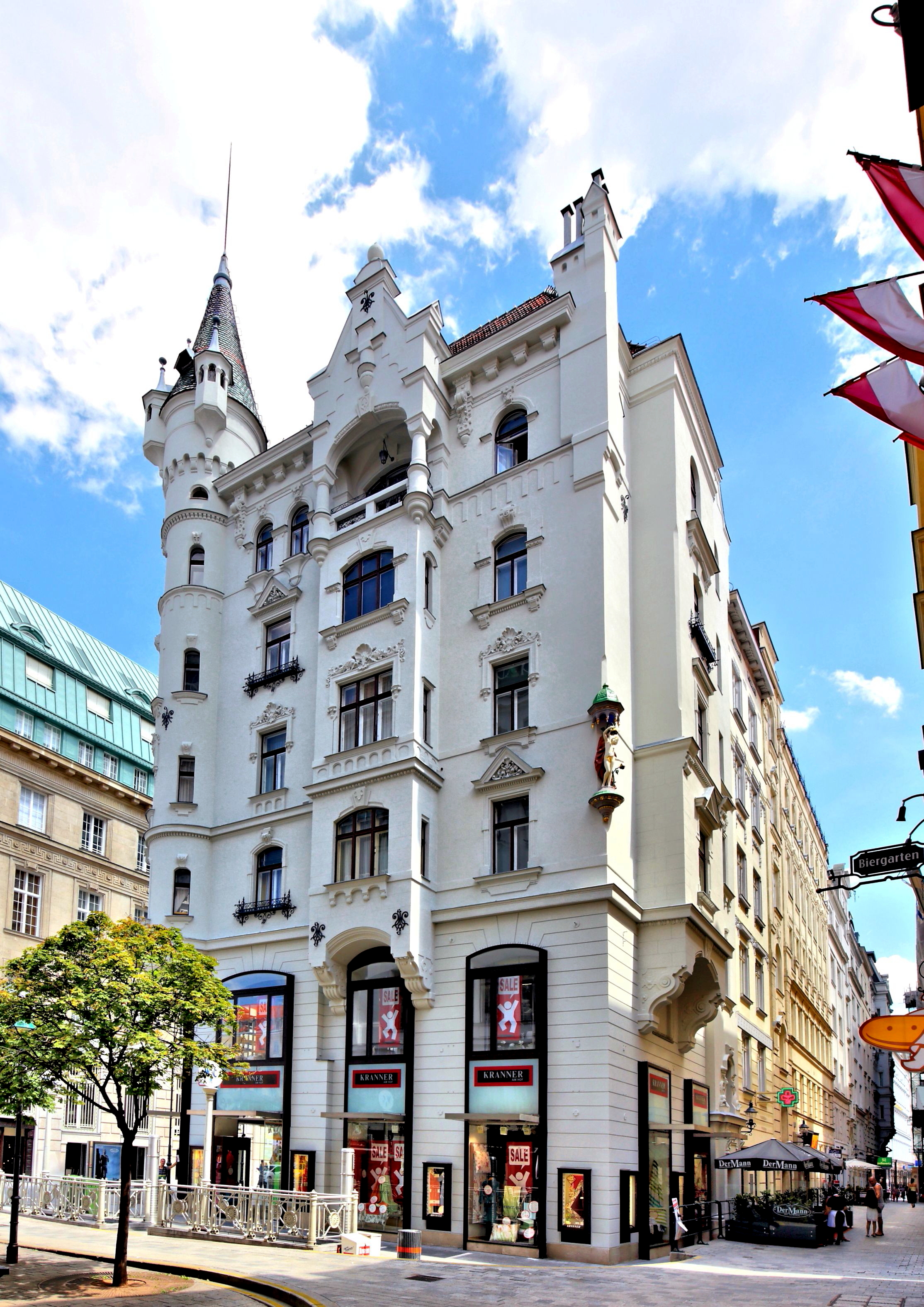
Eckhaus Bognergasse 11 mit Irisgasse

Das von drei Seiten freistehende Eckhaus zwischen Bognergasse, Irisgasse und Naglergasse wurde 1901–1902 von Emil Schnizer errichtet. Da es am Ende der Bognergasse vom Platz Am Hof her schon von weitem sichtbar in exponierter Lage liegt, wurde es im späthistoristischen Stil mit besonders malerischer Silhouette ausgestattet. So sind über der genuteten Sockelzone die unterschiedlichsten Fensterformen zu sehen, sowie Zitate aus unterschiedlichen Baustilen, wie romanische Säulenbiforien, gotische Dreipässe und Knospenkapitelle, übergiebelte Renaissancefenster und frühbarocke Stuckierungen als Fensterbekrönungen. Mauervorsprünge täuschen verschiedene Bauphasen eines Altbaues vor. Dominierend ist der große runde turmartige Eckerker, der seinerseits wieder vier Ausguckerker besitzt. Ein weiterer Erker an der Irisgasse zeigt eine romanisierende Säulenloggia und einen abgetreppten Giebel. An der Ecke Irisgasse/Naglergasse ist eine Elfe mit Sonnenblume als Baldachinfigur auf einer Konsole zu sehen. Im Inneren des Hauses weist die gewendelte Treppe noch das originale Geländer auf. Im Erdgeschoß befindet sich das traditionsreiche Geschäft Joseph Kranner & Söhne. Das Gebäude steht unter Denkmalschutz.